# Идвал ап Мейриг
Идвал ап Мейриг (валл. Idwal ap Meurig; убит в 994) — король Гвинеда. Возможно он был сыном Мейрига, который был братом Хивела Доброго. Или же Идвал сын Мейрига, сына Идвала Лысого и отец Иаго.
В Гвентианской Хронике говорится, что «черные датчане пришли на остров Мона и опустошили весь остров по своему» в 993 году, и «по этому поводу валлийцы приняли Идвала, сына Мейрига, и сделали его принцем над ними», добавляя, что он «установил власть в Гвинеде ... так, как его учил Хивел сын Моргана Великого ... в то время, когда был в изгнании при дворе Итела, принца Гламоргана». Далее, согласно этой же хронике, «Свен сын Харальда в сопровождении черных датчан прибыл в Гвинед, где произошла битва при Пенминидде в Моне, где Идвал сын Мейрига, князь Гвинеда, был убит» в 994 году. Согласно Хронике Принцев Уэльса, это произошло в 995 году.